# Echinocythereis whatleyi
Echinocythereis whatleyi is een mosselkreeftjessoort uit de familie van de Trachyleberididae. De wetenschappelijke naam van de soort is voor het eerst geldig gepubliceerd in 1990 door Dingle, Lord & Boomer.